# قطب الدين الراوندي
قطب الدين أبو الحسين سعيد بن عبد الله الراوندي (متوفى 573هـ) المعروف "بالقطب الرواندي" من محدثي ومفسري ومتكلمي وفقهاء وفلاسفة ومؤرخي الشيعة في القرن السادس الهجري ،
كما وأنه كان من تلامذة الطوسي صاحب تفسير مجمع البيان ، وله تأليفات عديدة أشهرها كتاب الخرائج والجرائح ، ويعتبر ابن شهرآشوب المازندراني و منتخب الدين الرازي من أبرز تلامذته ، توفي في الرابع عشر من شهر شوال سنة 573 هـ ، ودفن في قم.

## حياته
تاريخ ولادته غير معلومة، ولكن ذكر أنه ولد في راوند، وهي مدينة بالقرب من مدينة كاشان الإيرانية، وعادة يذكر القطب الرواندي مصحوباً باسم جده هبة الله، فيعبر عنه بـ"سعيد بن هبة الله"، وهذا على الرغم من نسبه حيث ورد أنه قطب الدين أبو الحسين سعيد بن عبد الله بن الحسين بن هبة الله بن الحسن الراوندي،  ويكنى بأبي الحسن أو بأبي الحسين.

## أولاده
ذكر صاحب أعيان الشيعة أولاده، وقال أنّهم من أهل الفضل والعلم، وهم:
- علي بن سعيد
- محمد بن سعيد صاحب كتاب عجالة المعرفة
- حسين بن سعيد.[4]

## أقوال العلماء
عبد الحسين الأميني: «إمام من أئمة المذهب، وعين من عيون الطائفة، وأوحدي من أساتذة الفقه والحديث، وعبقري من رجالات العلم والأدب، لا يلحق شأوه في مآثره الجمة، ولا يشق له غبار في فضائله ومساعيه المشكورة، وخدماته الدينية، وأعماله البارة، وكتبه القيمة».
صاحب روضات الجنات: «فقيه، وعين من أعيان الطائفة، وثقة كما وله تصانيف عديدة».
عبد الله الأفندي الأصفهاني: «اضل عالم متبحر فقيه محدث متكلم بصير بالأخبار شاعر، ويقال أنّه كان تلميذ تلامذة شيخنا المفيد».
عباس القمي:«العالم المتبحر الفقيه المحدث المفسّر المحقق الثقة الجليل .... كان من أعاظم محدثي الشيعة».
ابن حجر العسقلاني: «فاضل في جميع العلوم، وله مصنفات كثيرة في كل نوع، وعلى مذهب الشيعة».

## مشايخه وأساتذته
| - الفضل بن الحسن الطبرسي صاحب مجمع البيان - عماد الدين الطبري صاحب بشارة المصطفى - صفي الدين مرتضى بن داعي الرازي صاحب تبصرة العوام - الشيخ أبو جعفر محمد بن علي الحلبي - محمد بن حسن والد خواجه نصير الدين الطوسي - محمد بن إسماعيل المشهدي - أبو الحسن محمد بن علي التميمي النيشابوري | - عبد الرحيم بن أحمد الشيباني أبو نصر الغازي - أبو صمصام أحمد بن محمد بن معبد الحسيني - أبو جعفر بن كميح - أبو صمصام أحمد بن محمد علي المرشكي - أبو السعيد حسن بن علي لار آبادي - أبو القاسم حسن بن محمد الحديقي |

## تلامذته
- ابناه نصير الدين حسين، وظهير الدين محمد بن سعيد الراوندي
- القاضي جمال الدين علي بن عبد الجبار الطوسي
- الفقيه علي بن محمد المدائني
- عزالدين أبو محمد بن الحسن العلوي البغدادي
- زين الدين أبو جعفر محمد بن عبد الحميد بن محمود الدعويدار
- رشيد الدين محمد بن علي المعروف بابن شهر آشوب المازندراني وهو أبرز وأشهر تلامذته
- الشيخ منتخب الدين الرازي[11]

## أعماله ومؤلفاته
ورد له من المؤلفات والتصانيف ما يقارب من 60 كتاباً ورسالة كما وأنه تطرق فيها إلى مختلف العلوم، فمن مؤلفاته:

### علم التفسير
- أم القرآن
- تفسير القرآن مجلدان
- خلاصة التفسير 10 مجلدات
- شرح آيات المشكلة في التنزيه
- اللباب في فضل آية الكرسي
- الناسخ والمنسوخ من القرآن

### نهج البلاغة
- منهاج البراعة في شرح نهج البلاغة

ويقول ابن أبي الحديد حول شرح نهج البلاغة والقطب الراوندي:
لم يشرح هذا الكتاب قبلي فيما أعلمه إلاّ واحد، وهو سعيد بن هبة الله بن الحسن الفقيه المعروف بالقطب الراوندي.

### الكلام والفلسفة
- الخرائج والجرائح وهو أشهر كتبه حيث يتحدث المؤلف فيه حول سيرة النبي الأكرم والأئمة الأطهار ومعاجزهم.
- أم المعجزات
- الاختلافات كتاب يشمل الاختلاف الكلامية بين الشيخ المفيد والسيد مرتضى، حيث يناقش المؤلف فيه 95 مسألة خلافية.
- تهافت الفلاسفة كتاب موضوعه الحكمة والفلسفة ونافش فيه المناقضات الفلاسفة
- جواهر الكلام في شرح مقدمة الكلام، موضوع هذا كتاب في علم الكلام وهو يحتوي على شرح لمقدمة الكلام للشيخ الطوسي.

### الفقه
- آيات الأحكام
- أحكام الأحكام
- الإنجاز وهو شرح لكتاب الإيجاز في الفرائض للشيخ الطوسي
- حل المعقود في الجمل والعقود
- الشافية في الغسلة الثانية
- الخمس
- من حضره الاداء وعليه القضاء
- رسالة الفقهاء
- المنتهي في شرح النهاية هذا الكتاب يتطرق إلى شرح النهاية الشيخ الطوسي ويقع في 10 مجلدات
- الرائع في الشرائع النيات في جميع العبادات
- نهية النهاية
- فقه القرآن

### التاريخ
- جنى الجنتين تطرق فيه إلى تاريخ أولاد الإمام الهادي والإمام العسكري.
- قصص الأنبياء

### أصول الفقه
المستقصى في شرح الذريعة للسيد مرتضى ثلاث مجلدات وموضوعه علم أصول الفقه

### الشعر والأدب
- التغريب في التعريب
- الإعراب في الاعراب
- شرح العوامل المأئة يشتمل على 100 عامل في علم نحو.
- غريب النهاية، وهو شرح للمفردات الفقيهة في كتاب النهاية للشيخ الطوسي
- نفثة المصدور‌، ويعتبر ديوانه.[13]

## وفاته ومدفنه
توفي سنة 573 للهجرة، ودفي في صحن السيدة فاطمة المعصومة ، وأوصى المرعشي النجفي بوضع صخرة عالية على قبره.
يقول آية الله الأراكي نقلاً عن الآخوند محمد حسن جلالي، وهذا الأخير يتحدث عن أستاذه الشيخ محمد حسين يقول: عند ترميم صحن السيدة المعصومة وجد ثقب في قبر القطب الرواندي، وقد رأيت أطراف ركبتيه سالمتين طريتين، وكان هذا الحدث قبيل الحركة الدستورية في إيران في عهد القاجار.
ويتابع آية الله أراكي قائلاً:
وكنت قد سمعت هذه الحكاية سابقاً، وكان هذا الخبر شائع ومتواتر بين أهل قم أن جنازة القطب الراوندي عثر عليها طرية.